# 霍華·霍克斯
霍華·溫徹斯特·霍克斯（Howard Winchester Hawks，1896年5月30日—1977年12月26日）是一位美國電影導演與製作人，被廣泛認為是美國電影史上影響最大的導演之一。

## 生平
霍華·霍克斯1896年出生於美國印第安那州。他就讀知名的中學Phillips Exeter Academy，大學畢業於康乃爾大學機械系。大學暑假期間，他已經開始對電影的興趣，在一些製片廠打工。大學畢業後從軍，第一次世界大戰期間，擔任美國陸軍航空勤務隊（美國空軍的前身）飛行員，軍銜至中尉。
退伍後的霍華·霍克斯從事過多種工作：飛行員、賽車選手、他也是飛機及賽車的設計師。霍克斯設計的賽車還曾經得獎過。1924年，他加入好萊塢電影業，當起編劇和電影導演。
他在1941年的電影作品《約克軍曹》，得到奧斯卡金像獎的2個獎項與其他9個提名，包括最佳影片獎、最佳導演獎在內。《約克軍曹》也是當年最賣座電影第一名。
1940年的電影作品《小報妙冤家》，改編自名為犯罪的都市的舞台劇。
1944年，《逃亡》：男女主角亨弗萊·鮑嘉、洛琳·白考兒在拍攝此片時相識、最後結婚。霍克斯其後的電影《夜長夢多》也是由他們主演。
1953年的電影作品《紳士愛美人》，瑪麗蓮·夢露在此片唱出「鑽石是女孩子最好的朋友」，成為著名的形象及典故。
1959年的電影作品《赤膽屠龍》，主演演員除約翰·韋恩外，尚有知名歌手狄恩·馬丁、與當時年僅19歲的青春偶像歌手瑞奇·尼爾森。電影配樂作者則是知名電影作曲家狄米區·提昂姆金。本片因為經典的西部片場景、情節和音樂而廣受歡迎。霍克斯因此在1967年及1970年兩度續拍此片，都由約翰·韋恩主演，並持續票房佳績。
儘管霍華·霍克斯現在已被認為是好萊塢的黃金時期最重要的導演之一，他的大多數作品在當年也都十分賣座。但是霍華·霍克斯個人得過的主要電影獎項屈指可數，惟一一次的奧斯卡最佳導演獎提名，得獎的也是他的朋友約翰·福特。1975年，霍克斯終於在他去世前兩年，得到奧斯卡終身成就獎。
霍華·霍克斯留下多部經典電影，並且在脫線喜劇、西部片、黑色電影等截然不同的領域都取得高度成就。截至2007年，5部作品名列美國國家電影保護局典藏。霍克斯在好萊塢星光大道有屬於他的星。他被美國娛樂周刊選為史上最偉大的導演第4名。
霍華·霍克斯的第一任妻子Athole Shearer，是當年知名女星瑙瑪·希拉的姊妹。霍克斯是女星卡洛·隆巴德（克拉克·蓋博之妻）的表兄，也是女星莉蓮·吉許的遠房表親。

## 美國國家電影保護局典藏
- 疤面人（1932年）
- 育嬰奇譚（1938年）
- 小報妙冤家（1940年）
- 夜長夢多（1946年）
- 紅河谷（1948年）

## 主要電影作品
- 《疤面》(Scarface) (1932年)
- 《育嬰奇譚》(Bringing up Baby) (1938年)、（主演：凱瑟琳·赫本、卡萊·葛倫。）
- 《天使之翼》(Only Angels Have Wings ) (1939年)、（主演：卡萊·葛倫、珍·亞瑟。）
- 《小報妙冤家》(His Girl Friday) (1940年)、（主演：卡萊·葛倫。）
- 《約克軍曹》(Sergeant York) （1941年、主演：賈利·古柏）
- 《火球》(Ball of Fire) （1941年、主演：賈利·古柏、芭芭拉·史坦維克）
- 《逃亡》(To Have and Have Not) (1944年)、（主演：亨弗萊·鮑嘉、洛琳·白考兒。）
- 《夜長夢多》(The Big Sleep) (1946年)、（主演：亨弗萊·鮑嘉、洛琳·白考兒。）
- 《紅河谷》(Red River) (1948年)、（主演：約翰·韋恩。）
- 《紳士愛美人》(Gentlemen Prefer Blondes) (1953年)、（主演：瑪麗蓮·夢露。）
- 《赤膽屠龍》(Rio Bravo) (1959年)、（主演：約翰·韋恩。）
- 《哈泰利》(Hatari!) (1962年)、（主演：約翰·韋恩。）

## 外部連結
- Howard Hawks在互联网电影资料库（IMDb）上的資料（英文）
- TCM电影资料库上霍華·霍克斯的资料（英文）
- Bibliography of books and articles about Hawks （页面存档备份，存于） via UC Berkeley Media Resources Center
- Profile （页面存档备份，存于） at Senses of Cinema
- BBC interview （页面存档备份，存于）
- 在Find a Grave上的霍華·霍克斯
- Howard Hawks papers, MSS 1404 （页面存档备份，存于） at L. Tom Perry Special Collections （页面存档备份，存于）, Brigham Young University